# Епархия Каламазу
Епархия Каламазу (лат. Dioecesis Kalamazuensis) — епархия Римско-Католической церкви с центром в городе Каламазу, США. Епархия Каламазу входит в митрополию Детройта. Кафедральным собором епархии Каламазу является Собор святого Августина.

## История
19 декабря 1970 года Римский папа Павел VI издал буллу Qui universae, которой учредил епархию Каламазу, выделив её из епархий Гранд-Рапидса и Лансинга.

## Ординарии епархии
- епископ Пол Винсент Донован[англ.] (15.06.1971 — 22.11.1994)
- епископ Альфред Джон Маркевич[англ.] (22.11.1994 — 09.01.1997)
- епископ Джеймс Альберт Мюррей[англ.] (18.11.1997 — 06.04.2009)
- епископ Пол Джозеф Брэдли[англ.] (06.04.2009 — 23.05.2023)
- епископ Эдвард Марк Лозе[англ.] (с 23.05.2023)

## Источник
- Annuario Pontificio, Libreria Editrice Vaticana, Città del Vaticano, 2003, ISBN 88-209-7422-3
- Булла Qui universae (лат.)